# 費沙·李察臣
費沙·李察臣（英語：Frazer Richardson，1982年10月29日—）是一名英格蘭職業足球員。2009年6月30日，費沙·李察臣與母會列斯聯的合約結束並正式離開球會，轉投剛降級到英甲的查爾頓，僅一季後再加盟修咸頓。現時而退役，最後效力英甲球會唐卡士打  。

## 生平
2003/04年球季，李察臣首次上陣是在欧洲联盟杯對特拉維夫夏普爾（Hapoel Tel Aviv）的賽事。2004/05年球季，李察臣在列斯聯對打比郡的賽事中，攻入他在列斯聯的第一球。2005/06年球季，李察臣竟當上右翼，及後在升班附加賽中，李察臣在對普雷斯頓的賽事中射入一球，助球隊勝出，但最終不敵屈福特，未能升班。及後新特蘭欲羅致李察臣，但均被列斯聯主席肯·碧斯（Ken Bates）駁回，不久列斯聯更與李察臣續約。2006/07年球季，在領隊丹尼斯·韋斯領導下，李察臣常出現在正選名單上，以填補受傷的加利·基利（Gary Kelly）左閘的位置。在加利·基利退役後，李察臣乘繼了2號球衣，並成為球隊正選左閘。有傳言，李察臣會在2007/08年球季前，轉會至狼隊或般尼，但最終仍留在列斯聯。
李察臣是列斯聯陣中效力時間最長的球員，自2001年開始便是列斯聯球員了，可以說是隊中的元老。當新帥麥亞里士打上任後，阿倫·施漢奪去李察臣正選的位置，李察臣後來替補受傷的戴倫·簡頓上陣，成功令球隊以1-0擊敗唐卡士打。
2008/09年球季，李察臣被領隊加利·麥亞里士打任命為隊長。季後不獲新約的李察臣於2009年7月9日轉投查爾頓。李察臣協助查爾頓取得聯賽第四位及升班附加賽資格，並入選「英甲年度陣容」，於季後轉投另一支英甲球隊修咸頓，轉會費沒有透露，簽約三年。
2013年6月4日，修咸頓宣佈有8位球員約滿後不獲續約可自由轉會，李察臣為其中之一。
2013年8月2日，英冠米杜士堡宣佈簽入自由身球員李察臣。
2016年夏季加盟唐卡士打 ，但在2月因受傷而退役。

## 外部連結
- 足球数据库：費沙·李察臣的球员统计数据

| 體育角色         | 體育角色             | 體育角色         |
| ---------------- | -------------------- | ---------------- |
| 前任： 阿倫·湯臣 | 列斯聯隊長 2008-2009 | 繼任： 李察·拿羅 |